# Сивельба
Сивельба — река в России, протекает в Боровичском районе Новгородской области. Исток реки находится в 2 км к северу от посёлка Молчановка. Устье реки находится в 300 км по левому берегу реки Мста. Длина реки составляет 23 км.

## Населённые пункты
У истока река протекает по территории Травковского сельского поселения. На реке стоит деревня Загорье. Ниже река течёт через Сушиловское сельское поселение, у реки стоит деревня Дерягино. Дальше до устья река течёт через Сушанское сельское поселение. Около устья Сивельбы расположены деревни Нальцы, Мазихина Горка и Коршево.

## Данные водного реестра
По данным государственного водного реестра России относится к Балтийскому бассейновому округу, водохозяйственный участок реки — Мста без р. Шлина от истока до Вышневолоцкого г/у, речной подбассейн реки — Волхов. Относится к речному бассейну реки Нева (включая бассейны рек Онежского и Ладожского озера).
Код объекта в государственном водном реестре — 01040200212102000020834.